# Niżni Smrekowicki Stawek
Niżni Smrekowicki Stawek (słow. Nižné Smrekovické pliesko) – stawek położony na wysokości 1355 m n.p.m. wchodzący w skład grupy Smrekowickich Stawków w słowackich Tatrach Wysokich. Pomiary pracowników TANAP-u z lat 1961–1967 wykazują, że ma powierzchnię 0,080 ha, wymiary 55 × 18 m i głębokość ok. 0,6 m.
Niżni Smrekowicki Stawek znajduje się w środkowej części tarasu zwanego Smrekowicą, ok. 1,5 km na zachód od Szczyrbskiego Jeziora. W wyniku postępującego zatorfienia stawek stopniowo zmniejsza się, więc podane pomiary mogą być obecnie nieprawidłowe. W jego pobliżu leży Wyżni Smrekowicki Stawek, drugi stawek z grupy Smrekowickich Stawków. Po huraganie, który nawiedził słowackie Tatry 19 listopada 2004 r., jest widoczny z niektórych tatrzańskich obiektów, ponieważ niegdyś otaczający go bór świerkowy został prawie całkowicie wyłamany. Do Niżniego Smrekowickiego Stawku nie prowadzą żadne znakowane szlaki turystyczne.
Niżni Smrekowicki Stawek w nazewnictwie słowackim jest niekiedy błędnie nazywany Vyšné Rakytovské pleso lub Horné Rakytovské pleso. Nazwy te są błędne, ponieważ odnoszą się do Rakitowych Stawków, które znajdują się nieco na zachód. Poprawne nazewnictwo polskie pochodzi od tarasu Smrekowica.